# Durin IV
Durin IV es un personaje ficticio creado por el escritor británico J. R. R. Tolkien para ambientar las historias de su universo imaginario. Se trata de un enano, rey de la Casa de Durin, el cuarto de ese nombre, que gobernó la gran ciudad subterránea de Khazad-dûm, entre finales de la Segunda y principios de la Tercera Edad del Sol.

Como a todos «los Durin» tras Durin I, se le dio el nombre del primero de los Siete Padres de los Enanos porque le recordaba tanto en apariencia como en carácter, hasta tal punto que entre los enanos circulaba la creencia de que era su reencarnación, leyenda que Tolkien no confirma como verídica para su mundo secundario en ninguno de sus escritos.
Cuando estalló la Guerra de la Última Alianza no dudó en aliarse con el rey Gil-Galad y con Elendil. Durin IV no marchó a la guerra, pero envió una fuerza de enanos que se enrolaron en el ejército élfico de Gil-Galad. Estos enanos participaron en la Batalla de Dagorlad y en el sitio de Barad-dûr. Durante su reinado, Durin IV ya tenía en su poder uno de los Grandes Anillos, que Celebrimbor regaló a su padre, el rey Durin III.

## En otros medios
En la serie de televisión de Amazon Prime The Lord of the Rings: The Rings of Power, estrenada en 2022, el actor Owain Arthur da vida al príncipe Durin IV.